# Натали (фильм, 1988)
«Натали» — фильм-спектакль режиссёра Владимира Латышева по одноимённому рассказу Ивана Бунина.

## Сюжет
Молодой человек Виталий Мещерский, недавно поступивший в университет, приезжает на каникулы домой. Делая визиты соседям, как-то раз он попадает в дом своего дяди, где встречает кузину Соню, которая ему нравилась в детстве. Виталий начинает роман с Соней, которая тоже не прочь завести интрижку со своим красивым кузеном. Соня полушутя предупреждает Виталия, что завтра он увидит гостящую у неё подругу по гимназии Натали Станкевич и влюбится в неё без памяти: «любить будешь её, а бегать ко мне». На другой день утром Виталий видит Натали и, действительно, изумляется её красоте. Идут дни, и у Виталия развиваются чувственные отношения с Соней, наряду с продолжающимся невинным восхищением Натали.
Натали также относится к Виталию неравнодушно.
Наконец, в один из дней Виталий возвращается домой и застаёт у себя в комнате Соню в ночной рубашке, которая решила сделать последний шаг в их чувственных отношениях, и отдаться Виталию. За окном бушует сильная гроза с раскатами грома, и на пороге появляется испуганная Натали со свечой в руке. Увидев их, понимает всё и убегает.
Через год Натали выходит замуж за Алексея Мещерского, кузена Виталия. Ещё через год Виталий случайно встречает её на балу.
Несколько лет спустя муж Натали скончался, и Виталий, исполняя родственный долг, приезжает на похороны.
Проходят годы. Виталий Мещерский заканчивает университет и переезжает в деревню на жительство. Там он сходится с крестьянской сиротой Гашей, которая рожает ему ребёнка. Виталий предлагает Гаше повенчаться, но в ответ получает отказ. Через некоторое время Мещерский уезжает за границу и на обратном пути посылает Натали телеграмму, спрашивая разрешения посетить её. Натали не возражает, происходит встреча, и взаимное искреннее объяснение в любви. Через полгода Натали умирает от преждевременных родов.

## В ролях
- Милена Тонтегоде — Натали
- Мария Воронина — Соня
- Валерий Соловьев — Виталий Мещерский
- Эрнст Романов — дядя Виталия Мещерского